# جانر جیندوروک
جانر جیندوروک (انگلیسی: Caner Cindoruk؛ زادهٔ ۱۷ آوریل ۱۹۸۰) بازیگر اهل ترکیه است. وی از سال ۲۰۰۶ میلادی تاکنون مشغول فعالیت بوده‌است.
از فیلم‌ها یا برنامه‌های تلویزیونی که وی در آن نقش داشته‌است می‌توان به فصل کرگدن، بینالمللی، خاکستر، بی‌صداقت، ، زمستان سخت و بخصوص سریال زن اشاره کرد.